# Troglodytes aedon brunneicollis
El chochín gorgicafé (Troglodytes aedon brunneicollis), también denominado saltapared común y chivirín garganta café, es una subespecie del chochín criollo (Troglodytes aedon) que habita principalmente en México. Anteriormente se consideró una especie separada.

## Descripción
Tiene una apariencia similar a la forma nominal del chochín criollo. Mide entre 11,5 y 12,5 cm de largo. Su cabeza y partes superiores son pardas, con listado negro en las alas y sus estrecha cola. Presenta una lista superciliar blanquecina más marcada que la forma nominal del chochín criollo. Sus partes inferiores son anteadas, más grisáceas que las de P. a. cahooni del norte de México y Arizona, y más ocráceas que en otras subespecies. Los flancos y las coberteras de la parte inferior de la cola tienen listado pardo.

## Distribución y hábitat
Esta subespecie es bastante común en algunas zonas, en los bosques de roble y mixtos de pinos y robles de las montañas de México (en altitudes entre 1600 m y 3000 m) desde Oaxaca hasta Coahuila y Sonora, además de las zonas adyacentes de Arizona.